# Tom Nalen
Thomas Andrew Nalen (Foxborough, 13 maggio 1971) è un ex giocatore di football americano statunitense che ha giocato nel ruolo di centro per tutta la carriera con i Denver Broncos della National Football League (NFL). Fu scelto nel corso del settimo giro (218º assoluto) del Draft NFL 1994 dai Broncos. All'università giocò a football al Boston College.

## Carriera professionistica
Nalen fu nel corso del settimo giro del Draft 1994 dai Denver Broncos. Rimase tutta la carriera nella stessa squadra, vincendo due Super Bowl e venendo convocato per cinque Pro Bowl. Sei diversi running back superarono le mille yard corse in stagione mentre Nalen faceva parte della linea offensiva dei Broncos.
Durante il primo quarto di una gara contro i San Diego Chargers il 7 ottobre 2007, Nalen si ruppe il muscolo del bicipite destro, perdendo tutto il resto della stagione.
Il 6 gennaio 2009, Nalen annunciò il suo ritiro dal football professionistico, ultimo membro a fare ciò dei Broncos che avevano conquistato due titoli nel finale degli anni novanta.

## Palmarès

### Franchigia
- Super Bowl : 2

Denver Broncos: XXXII, XXXIII
- American Football Conference Championship: 2

Denver Broncos: 1997, 1998

### Individuale
- Convocazioni al Pro Bowl: 5

1997, 1998, 1999, 2000, 2003
- All-Pro: 4

1999, 2000, 2003, 2008
- Offensive lineman dell'anno: 1

2003
- Formazione ideale del 50º anniversario dei Denver Broncos

## Statistiche
| Partite totali      | 194 |
| Partite da titolare | 188 |
| Fumble recuperati   | 0   |